# Return to the Apocalyptic City
Return to the Apocalyptic City è un EP dal vivo dei Testament pubblicato nel 1993 dalla Atlantic Records.
Tutte le canzoni sono suonate dal vivo, eccetto "Reign of Terror" (brano risalente al loro demo, qui registrato di nuovo sul finire degli anni '80) e "Return To Serenity", suonato in studio e privato dei primi 2 minuti.

## Tracce
1. Over the Wall – 5:28 (testo: Steve Souza – musica: Alex Skolnick, Eric Peterson, Greg Christian)
2. So Many Lies – 6:13 (testo: Chuck Billy, Eric Peterson, Del James – musica: Alex Skolnick, Eric Peterson)
3. The Haunting – 4:28 (testo: Steve Souza – musica: Alex Skolnick, Eric Peterson)
4. Disciples of the Watch – 4:39 (testo: Chuck Billy – musica: Alex Skolnick, Eric Peterson)
5. Reign of Terror – 4:46 (Eric Peterson, Derrick Ramirez)
6. Return to Serenity – 4:30 (testo: Chuck Billy, Eric Peterson, Del James – musica: Eric Peterson)

## Formazione
- Chuck Billy – voce
- Eric Peterson – chitarra
- Greg Christian – basso
- Glen Alvelais – chitarra (tracce 1-4)
- Paul Bostaph – batteria (tracce 1-4)
- Alex Skolnick – chitarra (tracce 5 e 6)
- Louie Clemente – batteria (tracce 5 e 6)